# Министерство AYUSH
Министерство AYUSH (хинди आयुष मंत्रालय, англ. Ministry of AYUSH) — министерство правительства Индии, которое отвечает за развитие образования, исследований и распространения систем традиционной медицины в Индии. AYUSH — это акроним, содержащий названия альтернативных систем здравоохранения, находящихся в ведении министерства: аюрведа, йога, натуропатия, унани, сиддха и гомеопатия.
Департамент индийских систем медицины и гомеопатии (ISM&H) был создан в 1995 году при Министерстве здравоохранения и благосостояния семьи и позже переименован в Департамент аюрведы, йоги и натуропатии, унани, сиддхи и гомеопатии. Департамент был преобразован в официальное министерство правительством Индии Нарендры Моди в 2014 году.
Министерство критикуют за финансирование систем, чья эффективность либо не подтверждена экспериментально, либо научно опровергнута. Министерство обвиняют в пропаганде лженауки.

## Список министров
| # | Портрет | Имя                | срок пребывания в должности | срок пребывания в должности | премьер-министр | Партия           | Партия |
| - | ------- | ------------------ | --------------------------- | --------------------------- | --------------- | ---------------- | ------ |
| 1 |         | Шрипад Наик        | 9 ноября 2014 г.            | 7 июля 2021 г.              | Нарендра Моди   | Бхаратия Джаната |        |
| 2 |         | Сарбананда Соновал | 7 июля 2021 г.              | действующий                 | Нарендра Моди   | Бхаратия Джаната |        |